# Abel Mustieles
Abel Mustieles García (Caspe, 26 de agosto de 1991) es un deportista español que compite en ciclismo en la modalidad de trials, cuatro veces campeón mundial, en los años 2013, 2015, 2016 y 2017, y tres veces campeón de Europa, en 2012, 2013 y 2014.
Ha ganado 8 medallas en el Campeonato Mundial de Ciclismo de Montaña entre los años 2010 y 2017, y 7 medallas en el Campeonato Europeo de Ciclismo de Montaña entre los años 2010 y 2016.

## Palmarés internacional
| Campeonato Mundial | Campeonato Mundial             | Campeonato Mundial | Campeonato Mundial |
| Año                | Lugar                          | Medalla            | Competición        |
| ------------------ | ------------------------------ | ------------------ | ------------------ |
| 2010               | Mont-Sainte-Anne ( Canadá)     | Medalla de plata   | Trials 20″         |
| 2011               | Champéry ( Suiza)              | Medalla de plata   | Trials 20″         |
| 2012               | Leogang/Saalfelden ( Austria)  | Medalla de plata   | Trials 20″         |
| 2013               | Pietermaritzburg ( Sudáfrica)  | Medalla de oro     | Trials 20″         |
| 2014               | Hafjell/Lillehammer ( Noruega) | Medalla de plata   | Trials 20″         |
| 2015               | Vallnord ( Andorra)            | Medalla de oro     | Trials 20″         |
| 2016               | Val di Sole ( Italia)          | Medalla de oro     | Trials 20″         |
| 2017               | Chengdu ( China)               | Medalla de oro     | Trials 20″         |
| Campeonato Europeo |                                |                    |                    |
| Año                | Lugar                          | Medalla            | Competición        |
| 2010               | Melsungen ( Alemania)          | Medalla de plata   | Trials 20″         |
| 2011               | Biella ( Italia)               | Medalla de bronce  | Trials 20″         |
| 2012               | Weilrod ( Alemania)            | Medalla de oro     | Trials 20″         |
| 2013               | Berna ( Suiza)                 | Medalla de oro     | Trials 20″         |
| 2014               | Wałbrzych ( Polonia)           | Medalla de oro     | Trials 20″         |
| 2015               | Chies d'Alpago ( Italia)       | Medalla de plata   | Trials 20″         |
| 2016               | Le Puy-en-Velay ( Francia)     | Medalla de oro     | Trials 20″         |